# Luna 3

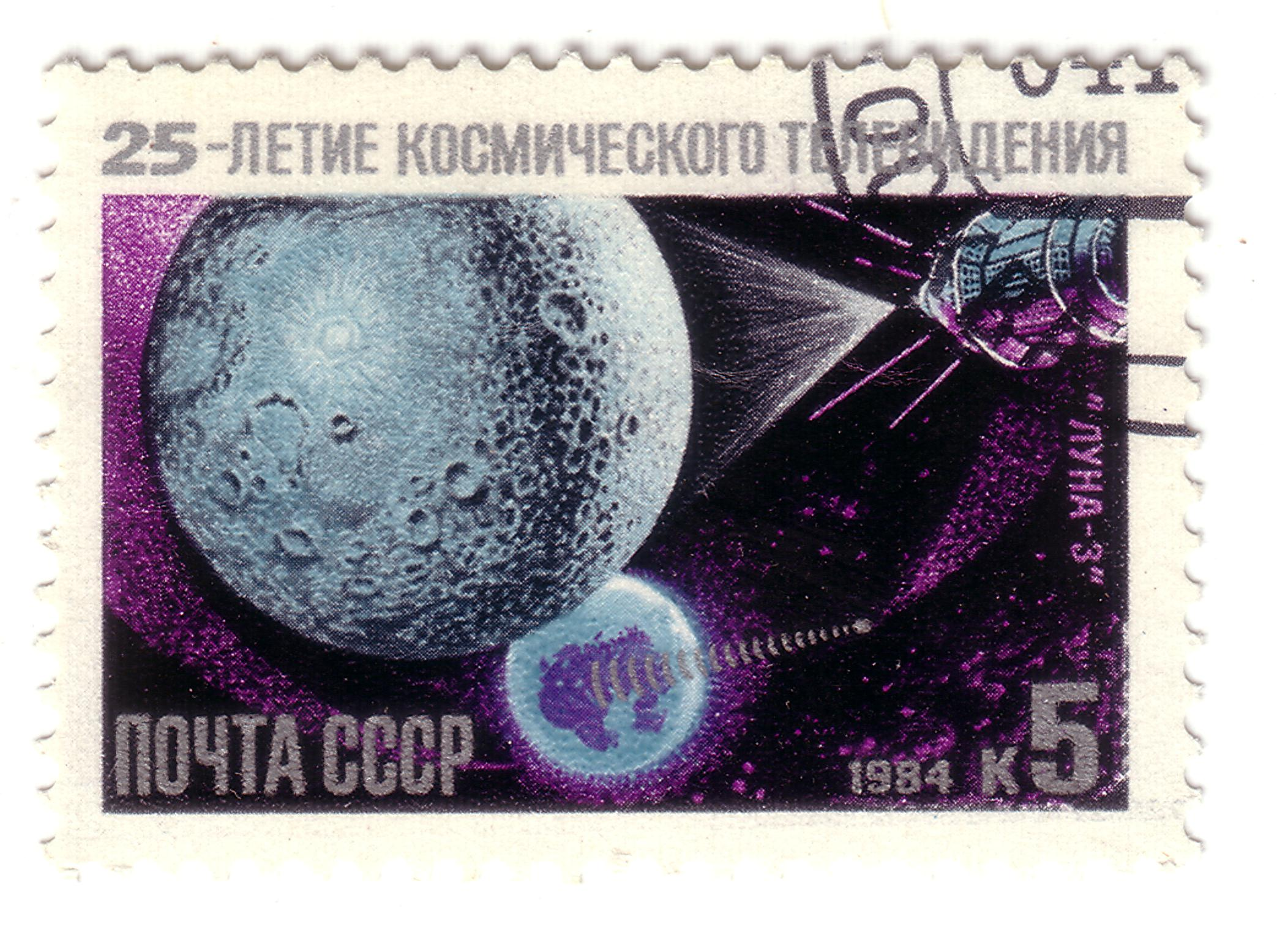
Luna 3 tog de första bilderna av månens baksida - här avbildat på ett frimärke.

Luna 3 (ryska: Луна-3) var en sovjetisk rymdsond i Lunaprogrammet som i oktober 1959 färdades runt månen och sände de första fotografierna av Månens baksida. Kontakten upprätthölls i några veckor.

## Färden
Luna 3  (totalvikt 435 kg) skickades upp den 4 oktober, ett par dagar efter nymåne. Två dagar senare passerade den månen på ett avstånd av ca 7 000 km från dess centrum och därvid förändrades radikalt raketens bana av månens dragningskraft. Den nya banan fick en omloppstid runt jorden på närmare 16 dygn. Efter passagen av månen avlägsnade den sig och fick allt bättre utsikt över månens baksida. Den 7 oktober när den befann sig på förbindelselinjen mellan solen och månen riktades dess kameror mot månen. Från Luna 3:s position var hela den från rymdsonden synliga delen av månen belyst, motsvarande fullmåne.
Alla exponeringar togs på en speciell värmebeständig 35 mm film under de 40 minuterna då avståndet var mellan 60 000 och 70 000 km. Två olika kameraobjektiv användes med fokallängder på 200 mm respektive 500 mm.
Bilderna framkallades, fixerades och sändes sedan via TV-teknik till jorden. Sändningen började när Luna 3 befann sig på ett avstånd av 440 000 km från jorden, det vill säga i närheten av apogeum.
Televisionssändarens effekt var endast några få watt och upplösningen 400 linjer per mm. Månbildens storlek på originalplåten var ungefär 1 cm vid den kortare brännvidden, 2,5 cm vid den längre. Då utsikten från Luna 3:s position motsvarade fullmåne innebar det att kontrasterna på månytan var låg.
På grund av månens libration kan man från jorden se ungefär 60 procent av månens totala yta. Bilderna från Luna 3 visade 75% av den dittills dolda ytan, varför ca 10 procent av månens yta förblev okänd tills vidare. Under åren 1966-67 kartlade USA 99 % av månens yta genom Lunar Orbiter-programmet.

### Fotnoter
1. ↑  ”NASA Space Science Data Coordinated Archive” (på engelska). NASA. https://nssdc.gsfc.nasa.gov/nmc/spacecraft/display.action?id=1959-008A. Läst 25 mars 2020.
2. ↑  Ulf Sinnerstad. Populär Astronomisk Tidskrift (Svenska Astronomiska Sällskapet, häfte 1 o 2 1960, s. 24).